# Xanthorhoe lucasaria
Xanthorhoe lucasaria är en fjärilsart som beskrevs av William Schaus 1912. Xanthorhoe lucasaria ingår i släktet Xanthorhoe och familjen mätare. Inga underarter finns listade i Catalogue of Life.